# Государственная граница Республики Абхазия
Госуда́рственная грани́ца Респу́блики Абха́зия — граница, отделяющая частично признанную Абхазию от Российской Федерации и от территории Грузии. Граница между Абхазией и Россией рассматривается ими как государственная между Республикой Абхазия и Российской Федерацией, Грузией — как государственная между Грузией и Российской Федерацией. Граница между Республикой Абхазия и Грузией рассматривается Республикой Абхазия как государственная между Республикой Абхазия и Грузией, Грузией — как внутренняя административная граница между Автономной Республикой Абхазия и краем Самегрело и Земо-Сванети.

## Абхазско-российская граница
Граница с Россией проходит по реке Псоу и по Главному Кавказскому водораздельному хребту, протяжённость — 245 км. Автомобильное сообщение осуществляется по дороге Адлер — Сухум, пересекающей реку Псоу. К северу от автомобильного пункта пропуска находится пешеходный мост, к югу — железнодорожный (пограничные станции: платформа Псоу Абхазской железной дороги и станция Весёлое Северо-Кавказской железной дороги).

## Абхазско-грузинская граница

### Описание
Разделяет территории Республики Абхазия и Грузии. С осени 1993 года по август 2008 года по нынешней границе проходила линия прекращения огня между абхазской и грузинской сторонами.
Протяжённость сухопутной границы Абхазии с Грузией, включая Кодорское ущелье, составляет 162,8 км (98 км — по горной местности, 64,2 км — речной участок по Ингуру). Граница Абхазии с Грузией проходит от Главного Кавказского хребта по Кодорскому хребту до его южного края и далее в южном направлении до реки Ингур. Не доходя 10 км до устья реки, граница переходит с реки на абхазский берег и далее идёт параллельно реке, на удалении примерно 1 км от её русла, по так называемой «Георгиевской канаве» (по-местному Зургэт), обходя грузинское село Ганмухури.
Границу пересекают два моста — автомобильный Ингурский мост (построен военными строителями в 1946 г., повреждён во время грузино-абхазской войны 1992—1993 гг. и восстановлен в 1994 г.) и железнодорожный (один пролёт был разрушен во время грузино-абхазской войны 1992—1993 гг., по нему был впоследствии проложен деревянный настил, использовавшийся пешеходами; в 2008 году на мосту произошёл взрыв, после чего использование моста для прохода стало невозможным). Граница большей частью не оборудована в инженерном отношении — отсутствуют пограничные столбы, контрольно-следовая полоса, проволочные заграждения.

### Статус
Граница имеет неурегулированный статус ввиду непризнания независимости Абхазии Грузией. С точки зрения Абхазии, данная граница является государственной, с точки зрения Грузии — административной.
Парламент Абхазии 24 октября 2008 года принял постановление «Об утверждении государственной границы Республики Абхазия». Граница на местности маркируется пограничной атрибутикой и заграждениями.
По словам министра иностранных дел Абхазии Сергея Шамба, «Россия готова оказать Абхазии поддержку в современном инженерном обустройстве границы…, Абхазия заинтересована в том, чтобы на её границах присутствовали российские пограничники, потому что это даст возможность в дальнейшем сделать гораздо более прозрачной границу с Краснодарским краем по реке Псоу, что также отвечает экономическим интересам Абхазии».

#### Неофициальная полемика по прохождению абхазско-грузинской границы

##### Полемика со стороны Абхазии
Некоторые политические деятели Абхазии заявляют о территориальных претензиях к Грузии. В частности, председатель парламентского комитета по образованию, науке и культуре Валерий Кварчия заявил, что Абхазия в будущем может предъявить территориальные претензии Грузии: «Ряд приграничных населённых пунктов (их около 14), находящихся в настоящее время под юрисдикцией Грузии, такие как Хурча, Пахулани, и др., исторически принадлежали Абхазии и были переданы Грузии в разные годы в советское время без всякого обоснования».
По словам Валерия Кварчия, создана парламентская комиссия по описанию государственной границы Абхазии, которая подготовила справку «о восточной и юго-восточной границе». Как отметил Кварчия, «необходимость создания комиссии объясняется новыми обстоятельствами: международным признанием независимости и суверенитета республики Абхазия, окончательным освобождением её территории и возвращением исконных земель». По его мнению, «подготовленная справка является научным трудом, который должен послужить основой для работы тех органов государственной власти, которым придется решать проблему границ государства… Эти материалы также могут стать аргументами в отстаивании интересов народа Абхазии в самых высоких инстанциях, в том числе в Совете безопасности ООН».

##### Полемика со стороны Грузии
В отношении прохождения абхазско-грузинской границы среди грузинских общественных и политических деятелей отсутствует единство.
- Некоторые полностью поддерживают официальную позицию Грузии, согласно которой граница между Грузией и Абхазией может быть только административной и проходить может лишь по прежней административной границе;
- другие полагают, что граница должна была проходить по реке Гумиста (фактической линии фронта, сохранявшейся продолжительное время во время войны 1992—1993 гг.) (академик Каркашадзе: «Еще когда шла война в Абхазии, мы собрались в Академии наук Грузии, и я тогда с большой болью внёс предложение провести абхазо-грузинскую границу вдоль реки Гумиста. За Гумистой — абхазское государство, а от реки — территория Грузии»)[6].

### Функционирование

#### Пограничная охрана

##### Пограничная охрана со стороны Абхазии (2008)
С 1994 года линию прекращения огня между абхазской и грузинской стороной (Гальским районом Абхазии и Зугдидским районом Грузии) контролировали Коллективные силы СНГ по поддержанию мира, укомплектованные российскими военнослужащими, одной из основных задач которых было обеспечение соблюдения режима прекращения огня и установления мира, предотвращение возобновления военных действий в зоне конфликта.
26 августа 2008 года Россия признала независимость Абхазии.
29 августа Грузия разорвала дипломатические отношения с Россией и вышла из Московского соглашения о прекращении огня и разъединении сил 1994 года.
10 октября, в соответствии с решением, принятым на заседании Совета глав государств СНГ, было официально прекращено действие мандата Коллективных сил СНГ по поддержанию мира. К 15 октября миротворческие силы СНГ были выведены. В период с октября до начала декабря российские войска заняли позиции в Гальском секторе, на которых ранее находились миротворческие силы СНГ, и оборудовали новые укреплённые позиции на контролируемой Абхазией стороне от линии прекращения огня.
В конце октября 2008 г. абхазско-грузинская граница была закрыта Абхазией в связи с проникновением на территорию республики диверсионных групп из Грузии, абхазские власти ужесточили пограничный режим и больше года пропускали людей только по основаниям гуманитарного характера. В 2010 году эти ограничения были смягчены. В соответствии с установленным порядком, в Гальский район можно легально попасть только по основному мосту через р. Ингури и только по специальному разрешению, которое любой житель района может получить в местной администрации.
10 декабря 2008 года в Гальский район по указанию президента Абхазии Сергея Багапша были передислоцированы артиллерийские и танковые подразделения Восточной группы войск вооружённых сил Абхазии, а также мотоманевренная группа ВГВ, подразделения разведки, спецназа для охраны государственной границы Абхазии. Подразделения абхазской армии были размещены в нижней зоне Гальского района, в сёлах Набакиа, Таглан и Пичора. В первой половине 2009 года армейские подразделения были возвращены в места постоянной дислокации, на границе их заменили российские и абхазские пограничники.

##### Пограничная охрана со стороны Грузии
До сентября 2008 года с грузинской стороны линия соприкосновения с Абхазией охранялась полицией. 13 сентября грузинские власти объявили о замене полицейских подразделений спецназом.
В 55 км от границы (г. Сенаки) находится крупная военная база грузинской армии, где дислоцируются 3 тысячи военнослужащих 2-й пехотной бригады Вооружённых сил Грузии.

#### Соглашение с Российской Федерацией по совместной охране границы
30 апреля 2009 года Россия подписала двусторонние соглашения с Абхазией и Южной Осетией о совместных усилиях в охране государственной границы этих республик. По этим соглашениям Абхазия и Южная Осетия «до формирования органов пограничной охраны в интересах обеспечения собственной безопасности и безопасности РФ делегируют российской стороне полномочия по охране госграницы,… они в полном объёме применяются в отношении морских пространств, на которые распространяются суверенитет, суверенные права и юрисдикция» этих государств.
Подписанное соглашение предусматривало создание Управления пограничной службы ФСБ России в Республике Абхазия, формирование двух отделов (пограничных комендатур) (на сухопутном направлении — с местом дислокации в Гальском районе, на морском направлении — с местом дислокации в Гагрском районе) и до 20 погранзастав, на которых будут совместно нести службу абхазские и российские пограничники. Первым начальником Пограничного управления ФСБ России в Республике Абхазия стал генерал-майор Юрий Звирык, начальником погранотряда Службы госбезопасности Абхазии — Зураб Маргания. Парламент Абхазии ратифицировал «Соглашение между Российской Федерацией и Республикой Абхазия о совместных усилиях в охране государственной границы Республики Абхазия» 10 июля 2009 года.
2 мая пресс-служба пограничного управления ФСБ РФ по Южному федеральному округу сообщила, что «пограничные подразделения успешно выполнили задачи по совершению марша и приступили к выполнению поставленных задач по охране границы в Абхазии и Южной Осетии».
В 2009—2010 гг парламент Абхазии разрешил правительству передать несколько гектаров земли в Гальском, Гудаутском и Гульрипшском районах республики в пользование Управлению пограничной службы ФСБ России в Абхазии:
- Пичора,
- Папынрхуа,
- Таглан,
- Хыпста (Гудаутский район)[18].
- Дранда (Гульрипшский район).

В верхней части Кодорского ущелья, где проходит северо-восточная граница Абхазии с Грузией, на постоянной основе дислоцированы армейские подразделения Абхазии и России, а также сотрудники МВД и спецслужб Абхазии. Для более полного контроля за ситуацией на единственной автотрассе, соединяющей ущелье с центром Абхазии, выставлены дополнительные контрольно-пропускные посты.
В мае 2009 года президент Абхазии Сергей Багапш сообщил, что численность российских пограничников в Абхазии составит около 1340 человек, абхазских — около 220 человек. На пограничных переходах российские пограничники несут службу совместно с абхазскими, в том числе на пунктах пропуска «Ингур» (мост через реку Ингури на абхазско-грузинской границе) и «Сухум» (в аэропорту и морском порту).

#### Таможенный контроль
Руководитель таможенной службы в Гальском районе — генерал-майор Лаврентий Миквабия. Многие сотрудники Абхазского государственного таможенного комитета являются выпускниками Таможенной академии РФ.

## Морская граница Абхазии
Соглашение с Россией о совместных усилиях в охране государственной границы Абхазии предусматривает и помощь в охране границ морских пространств, на которые распространяются суверенитет, суверенные права и юрисдикция Абхазии. Протяжённость морского побережья Абхазии составляет 215,5 км. Контроль морской границы Абхазии осуществляется пятью погранзаставами: в селе Скурча Очамчирского района, в посёлке Мачара Гулрыпшского района, в городе Новый Афон (Гудаутский район), посёлках Пицунда и Цандрыпш (Гантиади) (Гагрский район).
В обеспечении безопасности морской акватории Абхазии принимают участие корабли и катера Черноморско-Азовского погрануправления береговой охраны ФСБ России. Для охраны границы в акватории Черного моря сформирован дивизион погранично-сторожевых катеров в населенном пункте Очамчира. На вооружении дивизиона находятся восемь пограничных катеров проектов «Соболь» и «Мангуст».
Россия планирует создать стопроцентное радиолокационное покрытие акватории моря по большим и средним целям, а по малым целям — на оперативно значимых направлениях.

## Топографические карты
Сухопутная граница автономной республики Абхазия при СССР (на начало 2010 года линия границы изменений на местности не претерпела):
абхазско-российская граница
- Лист карты K-37-21 Гантиади. Масштаб: 1 : 100 000. Состояние местности на 1976 год. Издание 1978 г.
- Лист карты K-37-22 Загедан. Масштаб: 1 : 100 000. Состояние местности на 1976 год. Издание 1978 г.
- Лист карты K-37-23 Архыз. Масштаб: 1 : 100 000. Состояние местности на 1983 год. Издание 1988 г.
- Лист карты K-37-35 Сухуми. Масштаб: 1 : 100 000. Издание 1978 г.
- Лист карты K-37-36 Домбай. Масштаб: 1 : 100 000. Состояние местности на 1987 год. Издание 1989 г.
- Лист карты K-38-25 Сгуриши. Масштаб: 1 : 100 000. Состояние местности на 1985 год. Издание 1989 г.

абхазско-грузинская граница
- Лист карты K-38-25 Сгуриши. Масштаб: 1 : 100 000. Состояние местности на 1985 год. Издание 1989 г.
- Лист карты K-37-36 Домбай. Масштаб: 1 : 100 000. Состояние местности на 1987 год. Издание 1989 г.
- Лист карты K-37-48 Ткварчели. Масштаб: 1 : 100 000. Издание 1978 г.
- Лист карты K-37-60 Зугдиди. Масштаб: 1 : 100 000. Состояние местности на 1986 год. Издание 1987 г.